# The Silence of the Lambs (novela)
The Silence of the Lambs (traducida como El silencio de los corderos en España y El silencio de los inocentes en Hispanoamérica) es una novela de misterio y terror escrita por Thomas Harris en 1988. En 1995, la Mystery Writers of America la incluyó en su lista de las cien mejores novelas de misterio de todos los tiempos. La novela fue adaptada al cine con el mismo título en 1991, logrando 7 candidaturas a los premios Óscar, de las que obtuvo los cinco galardones principales.

## Sinopsis
La alumna de la escuela del FBI en Baltimore, Clarice Starling, es convocada por el jefe de la organización, Jack Crawford, para investigar el caso de un asesino en serie de mujeres apodado como Buffalo Bill. Es entonces cuando Crawford ordena a Starling entrevistar a un psicópata del Manicomio de Baltimore para obtener información sobre el paradero de Buffalo Bill. El interno es el Dr. Hannibal Lecter, un psiquiatra forense acusado de canibalismo. Starling trata de plantear el mandato de Crawford entrevistando a Lecter sin olvidar que es un inteligente criminal agresivo. Hannibal aprovecha la situación para tratar de revivir los traumas del pasado de Starling. Además, ella se da cuenta de que Hannibal no brinda información verídica a menos que ella lo complazca con asuntos personales de su complicada vida que, de algún modo, sacien su morbosidad (do ut des). Hannibal comienza a dominar la mente confundida de Clarice. Tras el secuestro de Catherine Martin, la hija de la senadora Ruth Martin, el Dr. Frederick Chilton, responsable del Hospital de Baltimore, traslada al Dr. Lecter a Tennessee para tener una conversación con la senadora. Mientras, Clarice comienza a seguir de cerca los crímenes de Buffalo Bill. Por otro lado, el Dr. Lecter aprovechará la menor seguridad que encuentra durante su traslado para escapar.

## Personajes
- Clarice Starling
- Dr. Hannibal Lecter
- Jack Crawford
- Jame Gumb/Buffalo Bill
- Dr. Frederick Chilton
- Barney Matthews
- Ardelia Mapp
- Catherine Baker Martin
- Senadora Ruth Martin
- Paul Krendler
- Noble Pilcher
- Albert Roden
- I. J. Miggs

## Adaptación cinematográfica
El director Jonathan Demme llevó al cine la historia de Harris en 1991 bajo el título The Silence of the Lambs contando con Jodie Foster en el papel principal de Clarice Starling y Anthony Hopkins como el macabro Dr. Hannibal Lecter. Además de las participaciones de Scott Glenn, Anthony Heald, Frankie Faison y Ted Levine como Buffalo Bill.

### Logros
La película fue un éxito comercial, además de ser galardonada en 1991 con el Premio Óscar a las categorías más prestigiosas (mejor película, mejor dirección, mejor actriz, mejor actor y mejor guion adaptado). También fue nominada al mejor montaje y al mejor sonido. 
Jodie Foster recibió la terna de mejor actriz en los Globos de Oro, y Hopkins la terna de mejor actor en los Premios Saturn (la película también fue acreedora de los Saturn a la mejor película de terror, mejor sonido y mejor maquillaje). Ambos actores ganaron también estas ternas en los Premios BAFTA.
Hannibal Lecter fue incluido en la lista que realizó el American Film Institute de 100 héroes y villanos del cine, ocupando el lugar número "1", siendo entonces el mejor villano según el AFI. El personaje de Clarice Starling también fue incluido en la lista como la heroína número 6. El AFI también incluyó la película en su lista 100 películas (ocupando el puesto 65), y en la lista 100 Thrills, ocupando el puesto 5.